# Tiền kim loại tại Việt Nam
Tiền kim loại (tiền xu) hiện có giá trị lưu hành trong hệ thống tiền tệ Việt Nam gồm 5 mệnh giá là 5000 đồng, 2000 đồng, 1000 đồng, 500 đồng và 200 đồng. Tháng 4/2011, Ngân hàng Nhà nước Việt Nam (NHNN) chính thức thông báo ngừng phát hành tiền xu. Dù tiền xu vẫn là một trong những hình thức thanh toán hợp lệ. Hiện nay tại Việt Nam rất hiếm khi sử dụng tiền xu

## Giới thiệu
| Mệnh giá | Ngày phát hành | Đường kính | Khối lượng | Độ dày mép | Màu sắc        | Vật liệu           | Vành đồng tiền                   | Mặt trước     | Mặt sau                                                                                  |
| -------- | -------------- | ---------- | ---------- | ---------- | -------------- | ------------------ | -------------------------------- | ------------- | ---------------------------------------------------------------------------------------- |
| 5000 ₫   | 17/12/2003     | 25,50 mm   | 7,70 g     | 2,20 mm    | vàng ánh đỏ    | hợp kim (CuAl6Ni2) | khía vỏ sò                       | hình Quốc huy | dòng chữ NGÂN HÀNG NHÀ NƯỚC VIỆT NAM, số mệnh giá 5000 đồng, hình Chùa Một cột.          |
| 2000 ₫   | 01/4/2004      | 23,50 mm   | 5,10 g     | 1,80 mm    | vàng đồng thau | thép mạ đồng thau  | khía răng cưa ngắt quãng 12 đoạn | hình Quốc huy | dòng chữ NGÂN HÀNG NHÀ NƯỚC VIỆT NAM", số mệnh giá 2000 đồng (tiền Việt), hình Nhà Rông. |
| 1000 ₫   | 17/12/2003     | 19,00 mm   | 3,80 g     | 1,95 mm    | vàng đồng thau | thép mạ đồng thau  | khía răng cưa liên tục           | hình Quốc huy | dòng chữ NGÂN HÀNG NHÀ NƯỚC VIỆT NAM, số mệnh giá 1.000 đồng, hình Thủy đình, Đền Đô.    |
| 500 ₫    | 01/4/2004      | 22,00 mm   | 4,50 g     | 1,75 mm    | trắng bạc      | thép mạ Niken      | khía răng cưa ngắt quãng 6 đoạn  | hình Quốc huy | dòng chữ "NGÂN HÀNG NHÀ NƯỚC VIỆT NAM", số mệnh giá 500 đồng, chi tiết hoa văn dân tộc.  |
| 200 ₫    | 17/12/2003     | 20,00 mm   | 3,20 g     | 1,45 mm    | trắng bạc      | thép mạ Niken      | vành trơn                        | hình Quốc huy | dòng chữ NGÂN HÀNG NHÀ NƯỚC VIỆT NAM số mệnh giá 200 đồng, chi tiết hoa văn dân tộc.     |
| 100 ₫    | 12/05/1992     | 20,00 mm   | 3,20 g     | 2,55 mm    | đỏ nâu         | thép mạ Niken      | vành trơn                        | hình Quốc huy | dòng chữ NGÂN HÀNG NHÀ NƯỚC VIỆT NAM số mệnh giá 100 đồng, chi tiết hoa văn dân tộc.     |